# Alice Morel-Michaud
Pour les articles homonymes, voir Michaud et Morel.
Alice Morel-Michaud est une actrice et créatrice de contenu québécoise et féministe, née le 31 octobre 1998 à Montréal (Québec).

## Biographie
Alice Morel-Michaud fait sa première apparition au petit écran en 2004. Depuis ce temps, elle apparaît dans de nombreux films et séries télévisées. Elle vit actuellement à Montréal. Elle a fréquenté le programme spécialisé de théâtre de l'école Saint-Louis, avant de compléter un diplôme préuniversitaire en sciences humaines, profil individu, droit et société au collège Sainte-Anne de Lachine[réf. nécessaire]. Elle était en couple avec le comédien Anthony Therrien depuis 2015,, mais ils ont annoncé leur rupture en 2023, après 7 ans de relation. Végétalienne depuis l'âge de 17 ans, cette actrice utilise également ses plateformes pour parler des enjeux environnementaux, sociaux et politiques.
Alice possède également d’autres talents que celui d’actrice. Elle chante, elle joue de la guitare et elle sait danser le ballet, le contemporain, le jazz, la claquette et le hip-hop.

## Carrière
Elle apparaît pour la première fois à l'écran à l'âge de 6 ans, dans le film Aurore en 2005 et par la suite elle est vue tant au cinéma qu'à la télé. C'est en 2012 qu'elle obtient son premier grand rôle au cinéma dans le film Les Pee-Wee 3D : L'hiver qui a changé ma vie auprès d'Antoine Olivier Pilon et Rémi Goulet. C'est ce rôle de Julie Morneau qui lui permet d'être récompensée aux Young Artist Awards et d'obtenir une nomination aux 1re cérémonie des prix Écrans canadiens. Elle a joué dans les séries jeunesses Kaboum de 2007 à 2012 et Subito texto sur Télé-Québec de 2014 à 2017 où elle a incarné pendant 5 saisons Maude Allard-Fraser. En 2017, elle reprend son personnage de Julie dans le film Junior majeur, suite des Pee-Wee 3D. À partir de 2017, on peut la voir en tant que Clara Boudrias dans la série L'Heure bleue à TVA aux côtés de Céline Bonnier et Benoît Gouin. Par son rôle dans cette série, elle ouvre au phénomène des grossesses des adolescentes, Clara étant une jeune mère tombée enceinte très tôt à l'adolescence.
Alice a également une chaîne YouTube nommé Petite Alice où elle publie des vidéos depuis 2016 dans lesquelles elle partage son quotidien, ses trucs et conseils à ceux qui la suivent dans des vlogs.
En 2022, Morel-Michaud participe à un projet de l'agence marketing Cosette et de l'organisme Amnistie internationale: le Marathon d'écriture Écrire, ça libère.
En 2024, elle créer son tout premier balado qui se nomme Miroir/Miroir. Dans ce balado elle discute avec plusieurs personnalités publiques de sujets comme l'image corporelle.

## Filmographie

### Cinéma
- 2005 : Aurore de Luc Dionne : Aurore Gagnon, 6 ans
- 2006 : Guide de la petite vengeance de Jean-François Pouliot : Lili
- 2007 : Je me souviens d'André Forcier : Némésis
- 2009 : Route 132 de Louis Bélanger : Maude
- 2010 : Frisson des collines de Richard Roy : Chantal
- 2011 : Le Colis de Gaël d'Ynglemare : Jade
- 2012 : Les Pee-Wee 3D : L'hiver qui a changé ma vie d'Éric Tessier : Julie Morneau
- 2014 : Love Projet de Carole Laure : Ève
- 2016 : Les Tuche 2 : Le Rêve américain de Olivier Baroux : Jennifer
- 2017 : Junior majeur d'Éric Tessier : Julie Morneau

### Télévision
- 2004 : Les Adieux : Sofia
- 2005 : Nos étés : Estelle Forget, 6 ans
- 2005 : Trafic d'innocence (Human Trafficking) : Yvanka
- 2006 : Les Invincibles : Simone
- 2007 - 2008 : Les Sœurs Elliot : Marie Elliot
- 2007 - 2008 : Juste pour rire : Les Gags
- 2007 - 2012 : Kaboum : Charlotte Lafortune (alias Pinotte) ; Érendira (saison 4)
- 2007 - 2013 : La Galère : Lou
- 2008 : C'est une joke
- 2009 - 2010 : Les Chroniques d'une mère indigne : La fille indigne
- 2009 - 2010 : Trauma : Julie Lemieux, 9 ans
- 2010 : Toute la vérité : Chloé
- 2012 : Lol :-)
- 2013 - 2016: Les Parent : Alycia
- 2014 - 2017 : Subito texto : Maude Allard-Fraser
- 2014 : Destinées : Alice
- 2015 : Game On (en) : Jessica Schogt
- 2016 : Ruptures : Chloé
- 2017 : L'Heure bleue : Clara Boudrias

## Actions caritatives
En 2014, Alice Morel-Michaud devient la porte-parole de ARO CoopérAction InterNational qui, depuis 1994, organise des voyages humanitaires, plus particulièrement dans le domaine de l'éducation à la coopération.
Alice est aussi porte-parole de « Petits bonheurs », un organisme de diffusion culturelle qui vise à sensibiliser les enfants de 0 à 6 ans aux différentes disciplines artistiques et à leur permettre d’explorer le monde de la création.
En 2009, Alice est également membre du jury du Festival international du film pour enfants de Montréal.
En 2019, Alice s'ouvre pour la cause de la santé mentale en abordant le trouble anxieux dont elle est atteint. Elle décide d'en parler dans le but d'aider avec son témoignage les autres jeunes vivant comme elle avec cela au quotidien,.Elle prend également parole sur les questions d'égalité, féministes et environnementales, des sujets qui lui tiennent à cœur.

## Distinctions

### Récompenses
- 2013 : Young Artist Awards à Hollywood, Los Angeles pour la Meilleure actrice dans un film étranger pour son rôle de Julie Morneau dans le film Les Pee-Wee 3D : L'hiver qui a changé ma vie

### Nominations
- 2007 : Prix Gémeaux Meilleure actrice rôle de soutien dans une série dramatique pour son rôle d'Estelle Forget dans Nos étés
- 2010 : Prix Gémeaux meilleure actrice dans une série jeunesse pour son rôle de Charlotte Lafortune (alias Peanut) dans Kaboum
- 2013 : 1re cérémonie des prix Écrans canadiens de la meilleure actrice dans un second rôle pour Julie dans Les Pee-Wee 3D : L'hiver qui a changé ma vie
- 2019 :  Prix Gémeaux Meilleure premier rôle féminin dans une série dramatique annuelle pour son rôle de Clara Boudrias dans L'Heure bleue